# Ion Besoiu
Ion Besoiu (né le 11 mars 1931 à  Sibiu et mort le 18 janvier 2017 à Bucarest était un acteur roumain. En 2011, il a reçu un prix Gopo pour l'ensemble de sa carrière.

## Galerie

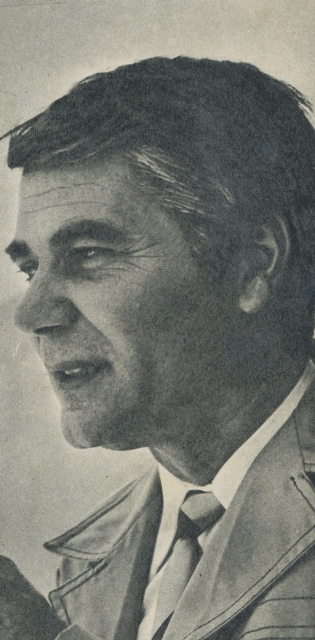
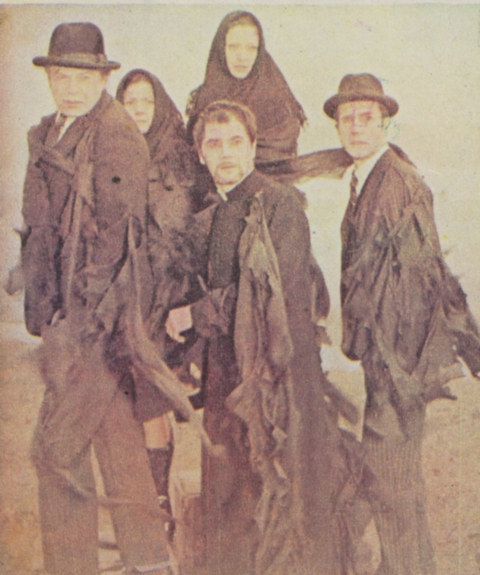
Atunci i-am condamnat pe toți la moarte (ro)
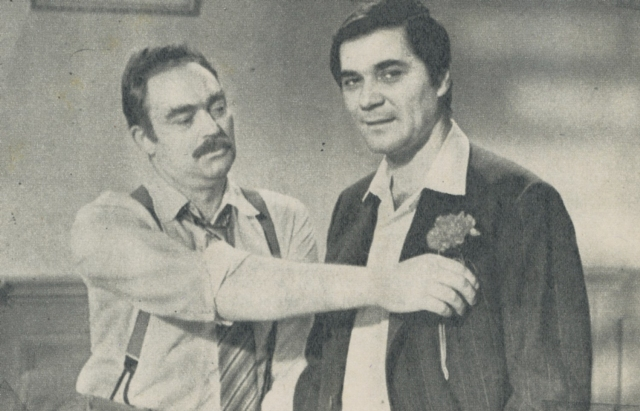
Avec Mircea Albulescu

## Filmographie
Il est apparu dans les films les plus importants de la période communiste, comme Furtuna (film) (ro), Neamul Șoimăreștilor (film) (ro), Haiducii (film) (en), Michel le Brave, Ciprian Porumbescu (film) (ro), Păcală, Blestemul pământului, blestemul iubirii (ro)

### Filmographie sélective
- 1970 : Michel le Brave
- 1974 : Păcală
- 1975 : Actorul și sălbaticii
- 1975 - 1977 : Toate pînzele sus! (Hissez Haut !) (ro)
- 1987 : François Villon - Poetul vagabond (ro)
- 1988 : Iacob
- 2009 : Cendres et sang